# Филип Тотю
Фили́п Тотю́ (справжнє ім'я Тодор Тодоров Станчев; 1830 — 23 березня 1907) — національний герой Болгарії, видатний гайдук, воєвода, революціонер, визначний діяч Болгарського визвольного руху проти османського ярма. Чверть століття він вселяв жах на османів, вцілив після 4 смертних вироків, 3 рази встигав втекти з суворо охоронних в'язниць. Саме Тотю згідно з легендою розпитували цар Олександр II і граф М. П. Ігнатьєв про найкращі місця для форсування Дунаю російськими військами на початку російсько-османської війни 1877—1878 років.

## Життєпис

### Ранні роки
Народився в 1830 році в околиці Гирците, яка нині входить до села Вонешта Вода. При народженні отримав ім'я Тодор Тодоров Станчев. Його батько, Тодор Станчев у юнацькому віці став кульгавим, через що залишився в пам'яті людей як Тодор Топала. Тому в подальшому Филипа Тотю османи та болгари називали «Тотю Топалски». Двоюрідний дід Тотю по батьковій лінії — Ангел був відомим воєводою гайдуків, схоплений османами і повішений. Мати була зі славетного революційного роду — її дядько Велчо Атанасов Джамджията був головним керівником болгарського повстання проти османів у 1835 році у Велико Тирново. Повстання (так звана болг. Велчова завера) було на самому початку розкрите й жорстоко придушене Османською імперією не без допомоги Російської імперії. Велчо Атанасов з багатьма іншими повстанцями був повішений.
«Тотю» є ласкавим ім'ям-прізвиськом, яким у дитинстві Филипа нарекли батьки. Воно, скоріше за все, походить від старовинного болгарського імені «Токту». А підґрунтям такого вживання є його справжнє ім'я та по батькові «ТоТо» — Тодор Тодоров. За тодішніми повір'ями, якщо у родині діти помирали у малому віці, то потрібно було наступного за ними хлопчика назвати як батька, що призведе буцімто до виживання подальших дітей. У родини Станчевих до Тотю померло аж 4 дітей. Після ж Тотю народилось іще четверо дітей, які прожили тривало. Не виключається, що його дитяче прізвисько походить від Тодор Топалски (тому що іноді у документах османів він був Тюпалски — «той, хто тюпав»). Ім'я ж «Филип» Тотю взяв собі вже в Румунії після 1863 року.
Батько, який займався скотарством, відвів 8-річного Тотю у Велико Тирново на навчання. Але в школі Тотю не сподобалось. Він кинув її через 3 місяці і поступив учнем до шевця, але той використовував хлопця цілий рік тільки як хатнього робітника, через що Тотю й звідти пішов, ставши допомагати батькові.

### У гайдуках
Непокора османам, яке було в роду Тотю, не могло не передатися молодому хлопцю. Його ненависть до османів зародилась ще в ранньому дитинстві. Коли йому було 12 років, башибузуки вкрали його двоюрідну сестру для того, щоб навернути її в османську віру і взяти в гарем, через це вона покінчила життя самогубством, а Тотю заприсягся тоді помститися за неї. Пізніше, в 1849 році османи напали на нього, коли він разом з двома болгарами після отримання грошима заборгованості за користування великою рогатою худобою, що належала батькові Тотю, поверталися беззбройні додому. Одного з супутників Тотю вбили, його самого поранили в плече, а гроші забрали. З того часу Филип Тотю нікуди без зброї не виходив.
І надалі Тотю дуже часто виявляв непокору османам. У 1851 році його заарештували за наклепом однієї попаді, яка звинуватила його у крадіжці. Для того, щоб вибити з нього зізнання, його кинули до в'язниці та піддали тортурам, але він їх з честю виніс. Через деякий час попадя зізналася в тому, що вигадала все через те, що юнак не подобався їй через його незалежну поведінку. У 1853 році він знову був заарештований за непокору владі, його звільнили завдяки проханню впливових містян Велико Тирново.
Після цього батьки схотіли його «заспокоїти» — у 1853 році оженили на дочці багатого селянина, яка була від нього старшою за віком. Народився син, якого Тотю вирішив назвати теж Тодором. Жінці він сказав: «Я піду у гайдуки і якщо загину, то ця дитина має мене замінити у боротьбі, доглядай його відтепер, а про мене навіть не згадуй!».
З 1854 року Тотю став гайдуком, воював у загонах/четах Бойчо воєводи, Пеньо Чернева Шипкаліята, Желю воєводи. Вважається, що Тотю воював у четі Бойчо Войводи з кінця 1854 року до літа 1856 року, коли самого Бойчо було вбито в бою з османами. У період 1857—1860 років Тотю брав участь у військових діях чети Пеньо Чернева Шипкаліята, якого по-зрадницькому було вбито в його власному домі в селі Шипка.
У 1862 році Тотю був схоплений через вбивство одного османа, який вкрав сестру його приятеля. Його кинули до в'язниці, де піддали ще більшим тортурам — голову запхнули у торбу з негашеним вапном, у тисках стягували ноги, руки, голову. Але Тотю це витримав, а потім втік з ув'язнення, реалізувавши, таким чином, першу і єдину втечу в історії з Тирновської в'язниці. Він у нужнику розгледів, що гвіздки, якими прибита одна з дощок, трохи виступають над її поверхнею. Два дні Тотю витягував гвіздки так, що всі долоні його були у ранах, але все ж таки це зробив. Потім з своїми співкамерниками знятою дошкою і витягнутими гвіздками вони 4 ночі копали в землі хід, непомітно висипаючи викопаний ґрунт. Прокопавши хода, вони вилізли під тюремну стіну, де вбили караул, а потім перелізли через 8-метрову стіну. При цьому двоє з арештантів вивихнули ноги, але Тотю й інші втікачі їх не кинули, а відтягли з собою.
Через місяць після втечи з Тирновської в'язниці Филип Тотю випадково схопили османи в місті Нова Загора. Звідти його направили до Велико Тирново. Супроводжували арештанта 2 османських поліцейських. У дорозі його посадили на коня із зв'язаними ззаду руками, ноги закували в окови під животом коня, а на шию накинули зашморг на аркані, кінець якого тримав один з поліцейських. На шляху вони зупинилися в одній корчмі, де Тотю спонукав корчмаря добре напоїти поліцейських. Хитрощами Тотю добився того, що османи забули його закувати, накинути зашморг, зав'язали руки спереду. Тому Тотю через невеликий час, дочекавшись слушного моменту, вивільнився, вдарив одного з поліцейських, забравши у того зброю, роззброїв другого і накивав п'ятами.
Він благополучно дістався до гайдуків і продовжив свою боротьбу. Але 15 березня 1863 року під час кривавого бою поблизу Слівена, біля села Кортен його знову схопили османи. Хоча невелика група гайдуків, в яку входив й Тотю, відчайдушно чинила опір, але всіх їх пов'язали переважаючі сили османів. Схоплених гайдуків у кайданах та залізних кільцях на шиях кинули до Слівенської в'язниці. Всі вони були за кільця прикуті до великого ланцюга, який не дозволяв їм вільно рухатися. Тотю навіть у такій ситуації шукав спосіб втекти. Він знайшов у нужнику одну невелику залізяку, маючи за мету потай відкрити замки кайданів. Один з в'язнів (не з гайдуків) побачив це і захотів видати Тотю, але гайдуки його вбили за зраду, після чого бранці почали інтенсивну підготовку до втечі. Їм вдалося звільнитися з оков, після чого вони вийшли з камери, напали на караул, вбили охоронників і втекли через ворота в'язниці на вулиці міста.

### Період організованої четницької боротьби
Однак досить швидко османи змогли так натиснути на гайдуків, що вони разом з Тотю в середині 1863 року змушені були втекти до Румунії. Там Филип Тотю зустрівся з Георги Раковски, Христо Ботевим, Панайотом Хитовим, Василем Левски, почав роботу у Болгарському революційному центральному таємному комітеті. У Румунії Тотю врятував від безглуздої смерті Васила Левски, з яким вони стали близькими друзями. Одного разу прийшовши до Левски, Тотю застав того у корчах через сильний біль у животі. Тотю вибіг і швидко привів лікаря, який встановив у Левски гострий апендицит. Васила було негайно прооперовано, і його життя було, таким чином, врятоване завдяки швидкій реакції Филипа Тотю.

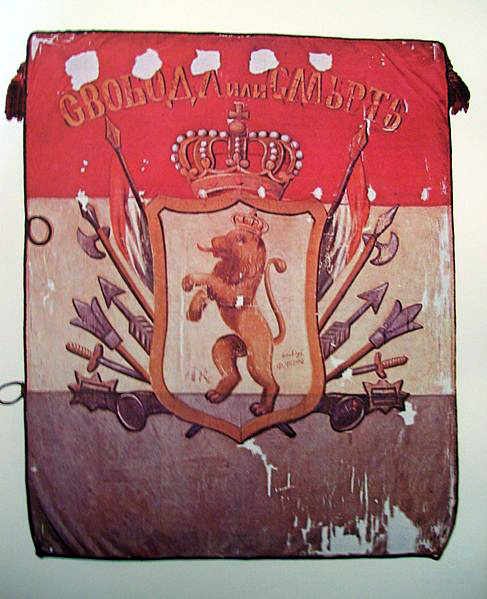
Прапор чети Филипа Тотю.

Після бесід з Георги Раковски, Тотю зрозумів, що боротьба проти гнобителів має бути більш організованою і масовою, аніж окремі рейди нечисленних, невеликих гайдуцьких чет. Тактика масової четницької боротьби була згодом розроблена Раковски. У 1867 році Тотю був призначений згідно «Тимчасового закону про народні лісові чети для 1867-го року» так званим другим воєводою. Відповідно до плану мали бути підготовлені 4 чети на чолі з Тотю, Панайотом Хитовим, Хаджи Димитром, Стефаном Караджа, завданням яких було підготувати підґрунтя для широкого повстання у Болгарії. Але повністю готовою виявилася тільки чета Филипа Тотю. Саме вона чисельністю у 50 добре озброєних, сильних вояків першою виступила до Болгарії 15 травня 1867 року. Четники були добре екіпіровані, мали чудову військову форму, свій прапор. Через невеликий час перетнула Дунай і невелика чета Панайота Хитова, в якій прапороносцем був Васил Левски.
Четі Тотю вдалося перетнути Дунай біля Свіштова, заглибитися на території Болгарії, але на 20 травня чета була з усіх боків оточена великими силами башибузуків і регулярного османського війська біля села Вирбовка. Тотю змушений був дати бій. Він вдало розставив своїх четників за деревами так, що вони мали змогу завдяки сучасним рушницям обстрілювати османів на великій відстані. Самі ж османи такої зброї не мали. Героїчний бій 50 четників проти 3 тисяч осман тривав 7 годин. Місцями відбувалися багнетові контратаки, сутички на шаблях.

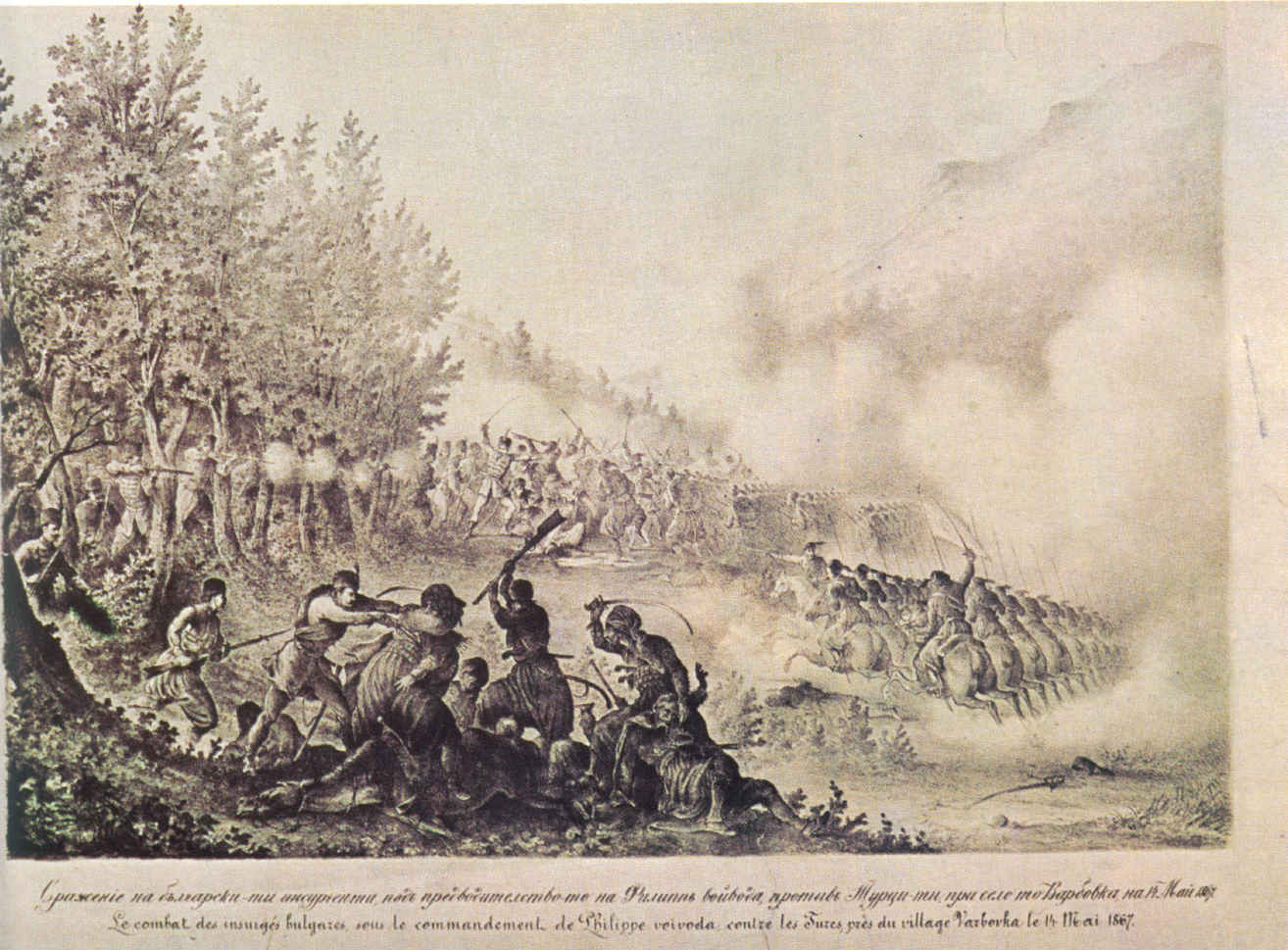
Бій гайдуків на чолі з Филипом Тотю біля Вирбовки.

Зрозумівши, що, на жаль, утриматися не вдасться, героїчний воєвода зібрав біля себе тих четників, що залишилися живі, і кинувся з ними на прорив. Сам Тотю був першим в атаці, з ятаганом і револьвером у руках він застрелив і зарубав двох османських військових командирів, через що османи похитнулися, і четі вдалося вийти з оточення. Вважається, що османи втратили близько 70 вояків убитими і до 100 пораненими, в той час, як чета Тотю втратила лише 2-х убитими, одного тяжко пораненого і одного зниклого безвісти. Четники Тотю за допомогою місцевих селян з частими невеликими боями досягли гори Юмручкал у Стара Планина, де в червні 1867 року з'єдналися з четою Хитова і разом з нею успішно відійшли до Сербії.

Героїчний бій під Вирбовкою значно підняв дух болгарського народу у боротьбі проти османського гноблення. Дуже швидко Тотю став відомим усій Болгарії. Серед османів його звали «небезпечний гяур». Турецьке населення вірило, що Тотю не був звичайною людиною, а був духом якогось древнього героя, який ожив. Вони казали:
«Як це може бути, якщо це проста людина, то як він зміг втекти стільки разів від численних засідок, військ і поліцейських. Це джин ожив!»
.
Інші цілком серйозно вважали, що він має крила під руками, адже саме так він, мабуть, втік одного разу, коли був оточений османами у своїй хаті в Гирците, коли насправді Тотю з даху перескочив оточивших його поліцейських, що лежали в засідці навкруги будинку, і втік до лісу. У документах меджлісу Велико Тирново записані покази простих турків, які називали Тотю «крилатим» і таким, «що його куля не вразить».

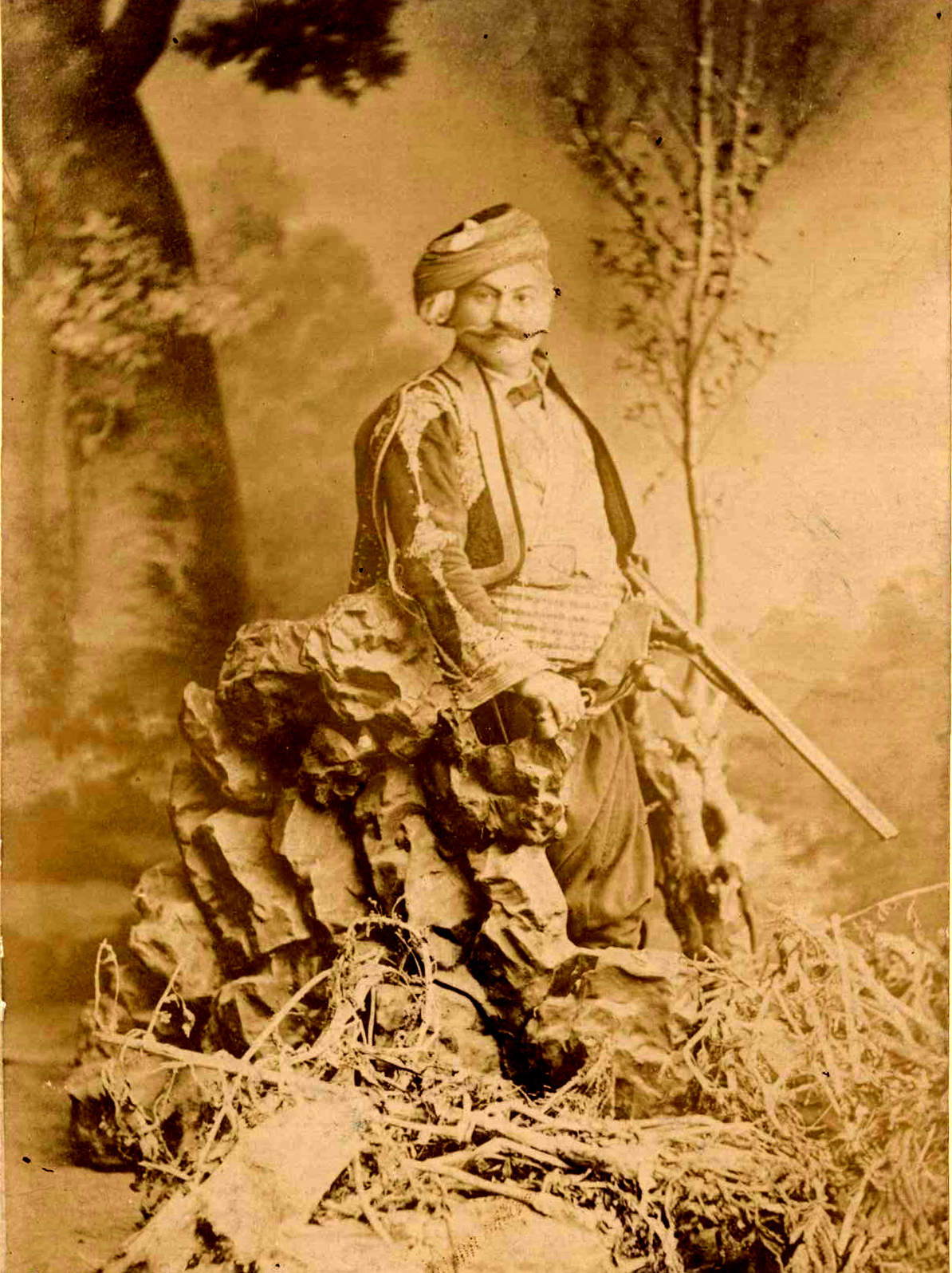
Филип Тотю у 1868 році.

### 1868—1878 роки
До 1868 року Тотю брав участь у підготовці болгарських вояків у Белграді, але після того, як сербська влада у 1868 році розпустила болгарських добровольців (так звана Друга болгарська легія), воєвода від'їхав до Одеси, де жив певний час, маючи пенсію від царської влади. У 1875 році Болгарський революційний центральний таємний комітет вибрав Тотю воєводою Старозагорського повстання, але він не встиг зі своєю четою потрапити туди, тому що повстання було дуже швидко подавлено. У 1876 році йому пропонують очолити чету під час Квітневого повстання, але Тотю відмовився і повернувся до Одеси, а цю чету очолив Христо Ботев.
Під час сербсько-османської війни 1876—1877 років Тотю генерал Михайло Черняєв запросив очолити великий загін добровольців. За відвагу в боях з османською армією воєвода був нагороджений урядом Сербії. Але після невдалого закінчення війни він повернувся до Російської імперії, де був запрошений на посаду військового радника російської армії в російсько-османській війні 1877—1878 років, яка призвела до звільнення Болгарії від османського правління.

### Після звільнення Болгарії від османів
У 1878 році Тотю поїхав до Одеси забрати свої речі, адже Болгарія була вже вільною і він хотів жити на батьківщині. На зворотному шляху під час ночівлі в одному з готелів у Плоєшті його спробували пограбувати. Він опирався, отримав сильний удар по голові та втратив свідомість, був відвезений до лікарні. Хазяйка готелю звинуватила його в нападі на неї, через що, обманутий своїм адвокатом, який забрав його гроші та втік, без ніякої допомоги ззовні, славетний воєвода був засуджений на 6 років.
Після відбуття несправедливого покарання Тотю приїхав у Болгарію, де його прийняв правитель країни, князь Олександр І Баттенберг, який нагородив воєводу «Хрестом за хоробрість». Тотю подарував князю свою гайдуцьку уніформу і прапор чети. 1 грудня 1884 року Народне зібрання Болгарії проголосувало за призначення воєводі народної пенсії у 200 левів. До кінця життя Тотю вона залишалася єдиним джерелом його існування.
Велике розчарування приніс Филипу Тотю його єдиний син. Спочатку, поки Тотю сидів у румунській в'язниці, його син приїхав до рідні воєводи, впевнив її у смерті Тотю і обманом заволодів небагатим майном воєводи як його спадкоємець. Крім того, під час диктаторського правління Стефана Стамболова, син Тотю став поліцейським приставом і кидав до в'язниці своїх політичних супротивників. Філіп Тотю поїхав у Софію в надії переконати сина відмовитися від цієї посади і діяльності. Але син не схотів слухати батька. Біль від цього синівського проступку ятрила душу Тотю до кінця життя. «Серце не дає мені права його пробачити», — сказав Филип Тотю своїм близьким, коли відмовився від сина і позбавив його своєї невеликої спадщини.
У 1895 році після другого одруження Филип Тотю разом з дружиною поселився в селищі Две Могили Русенської області. Задля того, щоб він зміг купити пристойну домівку, живі його четники зібрали йому певну суму грошей, але він гордовито від неї відмовився. Його все ж таки вмовили взяти їх, але Тотю одразу їх роздав бідним людям свого і навколишніх сіл.

 
Филип Тотю помер 22 березня 1907 року. Похований у церковному дворі селища Две Могили, що було найвищою пошаною для воєводи. Під час велелюдного похорону його товариш Панайот Хитов вимовив сакральні слова:
«Отут спочив жах Турецької імперії»
В одному з листів Болгарського революційного центрального таємного комітету до Филипа Тотюнаписано:
«Ми віримо у ваш патріотизм і у вашу постійну готовність служити своїй розтоптаній і пригнобленій Вітчизні. Ви, шановний воєводо, є одним з перших синів Болгарії. Ви жертвували задля її свободи і своє життя, і майно. Ви звеличили Болгарію своїм ім'ям і подвигами»

## Пам'ять про Филипа Тотю
Хати, де жив Тотю, — у селі Вонешта Вода, де він народився, і остання, в місті Две Могили, збережені, в них розташовані його музеї. Ім'ям славетного гайдука названі школи, вулиці, географічний об'єкт в Антарктиді.
У 1973 році в Две-Могили був поставлений воєводі величний пам'ятник.